# Bye Bye Baby
"Bye Bye Baby" é uma canção da artista musical estadunidense Madonna, contida em seu quinto álbum de estúdio Erotica (1992). Foi composta e produzida pela própria com o auxílio de Shep Pettibone, com escrita adicional por Anthony Shimkin. A sua gravação ocorreu em 1992 nos estúdios Sound Works Studios, situados em Astoria, Queens. O seu lançamento como o sexto single do projeto ocorreu em 15 de novembro de 1993, através da Maverick Records e da Warner Bros. Records. A faixa foi inspirada pelas emoções da cantora na época, bem como seus pensamentos sadomasoquistas. Musicalmente, é uma canção derivada do hip hop e apresenta uma demonstração do gancho da canção "Jingling Baby", lançada em 1990 por LL Cool J. Os vocais de Madonna foram filtrados para fazer com que eles soassem como o som que sai de um rádio antigo. A sua instrumentação apresenta um teclado e, liricamente, apresenta Madonna fazendo perguntas a um amante que ela está prestes a abandonar.
"Bye Bye Baby" obteve análises mistas da mídia especializada, em que alguns resenhadores prezaram a sua composição e seu conteúdo lírico, enquanto outros foram ambivalentes em relação aos vocais de Madonna. A canção recebeu um lançamento limitado e, consequentemente, entrou em poucas tabelas musicais. Como forma de divulgação, a cantora apresentou a faixa durante os MTV Video Music Awards de 1993 e na turnê Girlie Show (1993). Em ambas as performances, ela estava vestida como um cavaleiro vitoriano com um smoking e uma cartola. Ela e suas vocalistas de apoio dançaram com três mulheres seminuas em um ambiente estilizado como um bordel, enquanto apresentavam a música. Críticos e autores observaram a flexão de gênero e a interpretação do papel durante as apresentações, e concluíram que foi uma resposta à misoginia.

## Antecedentes e lançamento
Após o termino das filmagens de A League of Their Own (1992), Madonna começou a trabalhar em Erotica com Shep Pettibone. A cantora se sentiu miserável após diversos relacionamentos fracassados, e decidiu expulsar sua frustação e depressão na música. De acordo com Lucy O'Brien, autora de Madonna: Like an Icon, não havia canções "revestidas de açúcar" no álbum, a maioria das quais tratavam das emoções de Madonna. Ela se apropriou de um personalidade dominatrix chamada Dita, e as composições para o álbum, bem como as imagens do livro Sex, refletiram seus pensamentos sadomasoquistas. "Bye Bye Baby" estava entre estas canções compostas para lidar com emoções fortes.
"Bye Bye Baby" foi composta e produzida pela própria cantora com o auxílio de Shep Pettibone, com escrita adicional por Anthony Shimkin. A sua gravação ocorreu em 1992 nos estúdios Sound Works Studios, localizados em Astoria, Queens, Nova Iorque, e apresenta uma demonstração do gancho da faixa "Jingling Baby", lançada por LL Cool J em 1990. Juntamente com Shimkin, Pettibone também ficou a cargo o sequenciamento da canção, dos teclados e da programação. Dennis Mitchell e Robin Hancock tratam da engenharia de gravação da faixa, enquanto George Karras fez a engenharia de mixagem. Ted Jansen tratou da mixagem da canção, enquanto Mark Godman fez a sua assistência. Donna De Lory e Niki Haris foram as vocalistas de apoio. Para "Bye Bye Baby", Madonna e Pettibone queriam um estilo influenciados pelos anos 40, que faria com que os vocais soassem como se estivessem saindo de um rádio antigo. A fim de conseguir isso, eles usaram um filtro Pultec HLF. Shimkin lembrou que os vocais de "Bye Bye Baby" foram feitos desde a primeira gravação. Ele acrescentou que o filtro do efeito vocal foi aplicado durante a gravação, e acrescentou o filtro enquanto Madonna estava cantando no microfone.
O lançamento de "Bye Bye Baby" na Austrália ocorreu em 15 de novembro de 1993, coincidindo com a passagem da cantora pelo país durante a turnê Girlie Show (1993). Para acompanhar o lançamento, foram feitos remixes, que não diferiram muito da versão original da canção. Alguns deles continham mais batidas e sons de trompas, jogados na mixagem inicial. Em sua revisão do single, Jose F. Promis, do portal Allmusic, expressou que a versão do álbum foi a melhor e que o remix Madonna's Night on Club apresentou "órgãos de roda e efeitos de guitarra" contra uma batida da música house do início de 1990, tornando-o remix mais interessante da faixa.

## Gravação e composição

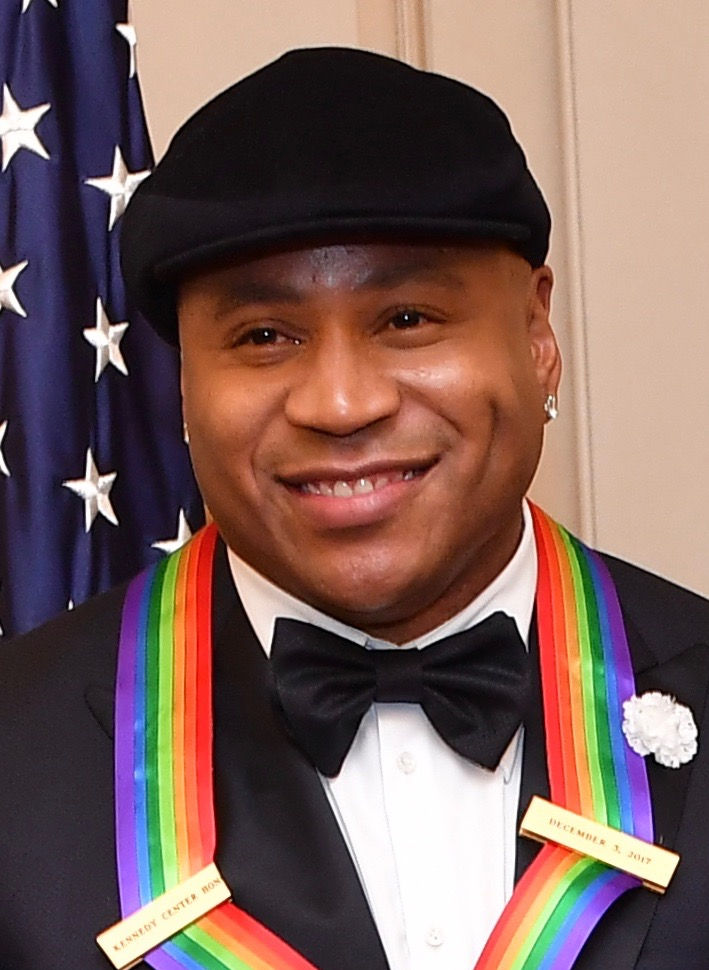
LLCool J, em 2017.

"Bye Bye Baby" foi escrito por Madonna, Shep Pettibone e Anthony Shimkin e produzido por Madonna e Pettibone. A música foi gravada no Sound Works Studios em Astoria, Nova Iorque, e possui amostras do gancho do single de LL Cool J, "Jingling Baby" (1990). Pettibone também fez o seqüenciamento, o arranjo do teclado e a programação da faixa com Shimkin. Dennis Mitchell e Robin Hancock foram os engenheiros de gravação da faixa, enquanto George Karras era o engenheiro de mixagem. Ted Jensenfez a masterização da música com Mark Goodman como engenheiro assistente. Os vocais de apoio foram fornecidos por Niki Haris e Donna DeLory. Para "Bye Bye Baby", Madonna e Pettibone queriam um tema dos anos 40, que faria os vocais soarem como se estivessem saindo de um rádio antigo. Para conseguir isso, eles usaram um filtro Pultec HLF. Shimkin lembrou que os vocais para "Bye Bye Baby" eram da primeira gravação. Ele acrescentou que o efeito vocal filtrado foi aplicado durante a gravação e tocado enquanto Madonna estava na frente do microfone cantando.
"Bye Bye Baby" é uma música de hip hop e dance que começa com a declaração "Esta não é uma música de amor". Um baixo é ouvido contra um som agudo do teclado dos anos 60. Os vocais de Madonna foram atenuados para soarem muito mais finos com mais agudos. Os sons da guitarra são espalhados ocasionalmente, com vozes gritando sendo ouvidas ao fundo. A música termina com o som de uma explosão. A voz filtrada de Madonna soa como uma secretária eletrônica; a linha final, "Você estragou tudo", soa como o tom de fim de mensagem da máquina. De acordo com as partituras publicadas por Alfred Publishing Inc, a música é definida na fórmula de compasso do tempo comum, com um ritmo rápido de 120 batimentos por minuto. É composta na clave de Fá menor, com a voz de Madonna em um registro alto, abrangendo entre Fá3 a Lá4. A música tem uma sequência básica de Sol–Si♭–Sol–Ré–Sol–Rém como sua progressão harmônica.
Na música, Madonna faz perguntas para um amante que ela está prestes a abandonar: "Faz você se sentir bem em me ver chorar? Eu acho que faz", afirma. A letra "Eu gostaria de te machucar" foi comparada com ao do single anterior "Erotica", onde ela disse: "Eu só machuco aqueles que eu amo". Richard Harrington, do The Washington Post, observou que Madonna usou uma "voz sonoramente filtrada, desapegada e levemente provocadora para falar sobre assumir o controle, em vez de se vingar de um parceiro dominador e brincalhão" na música. Em relação à letra, Chris Willman, do Los Angeles Times, chamou "Bye Bye Baby" a "escovar a música".

## Análise da crítica
"Bye Bye Baby" recebeu críticas mistas dos críticos. Stephen Holden, do The New York Times, o descreveu como "manhoso, corajoso". JD Considine, do The Baltimore Sun, elogiou a música dizendo: "É quando [Madonna] e seus co-produtores vão além do esperado – como no denso e enigmático groove de "Bye Bye Baby" [...] o álbum realmente esquenta, fornecendo um som que é consciente do corpo no melhor sentido do termo". David Browne, da Entertainment Weekly, escreveu que Madonna era "honesta" na música. Louis Virtel, do Backlot, incluiu a música em sua lista de "As 100 Maiores Músicas de Madonna", descrevendo sua composição como "um beijo de hip-hop com um toque de cabaré". Michael R. Smith, do The Daily Vault, considerou a faixa "desafiadora". Ele percebeu que Madonna havia direcionado a letra para seus relacionamentos anteriores com o ator Warren Beatty e a comediante Sandra Bernhard. Em 2018, a Billboard o escolheu como o 60º maior single da cantora, chamando-o de "um dos destaques do álbum mais ambicioso de seu catálogo".
Arion Berger, da Rolling Stone, percebeu o enredo de Madonna "despejando" seu amante na música, mas sentiu que seus vocais eram "infantis" e sua apresentação era "plana". Ele acrescentou que o canto dela não parecia "assertivo" e que "[Madonna] soava como uma drag queen brincando com um hit pop do passado". Rikky Rooksby, autor de The Complete Guide to the Music of Madonna, sentiu que a letra "agressiva" e a profanação no final da música não se adequavam à vibração erótica do álbum "e fortalecia o ar de narcisismo e cálculo". O'Brien percebeu que os vocais de Madonna eram legais e minimalistas, mas soavam "lisos". Ela criticou a batida de dance da música por ser "quase discernível", acrescentando que Madonna parece "como se ela não estivesse totalmente concentrada ou não tivesse muitos recursos para se basear". Ao classificar os singles de Madonna, em homenagem aos seus 60 anos, Jude Rogers, do The Guardian, colocou "Bye Bye Baby" no número 55, escrevendo que "Os vocais infantis [de Madonna] ao estilo dos anos 40, filtrados para parecer que estão acenando através de uma conexão sem fio, ainda crepitam de charme".

## Apresentações ao vivo

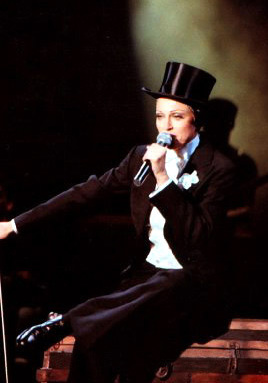
Madonna, vestida como um cavalheiro vitoriano, performando "Bye Bye Baby" na The Girlie Show World Tour em 1993

Em 2 de setembro de 1993, Madonna abriu o MTV Video Music Awards de 1993, apresentando "Bye Bye Baby". Ela pulou no palco com três mulheres seminuas em um ambiente de bordel, vestidas de smoking e cartolas, em movimentos coreografados e altamente sexual. Segundo o coreógrafo Alex Magno, ele queria fazer "Justify My Love" ou "The Beast Within" na MTV, mas Madonna decidiu que eles poderiam ser muito controversos para a televisão ao vivo e abandonou a ideia. No entanto, "Bye Bye Baby" foi escolhido e tocado com a coreografia que eles estavam praticando na The Girlie Show World Tour, pois representava toda a ideia por trás da turnê. Louis Virtel, do The Backlot, classificou o desempenho no número oito da lista dos "11 Maiores Momentos VMA da Madonna". Ele elogiou a versão de Madonna da música no Video Music Awards, chamando-a de "uma performance infernal no VMA" e um "retrocesso matador do cinema".
A apresentação da música na turnê do Girlie Show contou com Madonna e seus cantores de fundo, DeLory e Haris, vestidos como cavalheiros vitorianos em roupas masculinas, incluindo cartolas e casacos. Todo o conjunto foi uma homenagem à atriz Marlene Dietrich no filme de drama norte-americano de 1930, Morocco, com a cantora carregando uma bengala nas mãos. A principal inspiração por trás desse segmento foram as dançarinas do século XX e a companhia japonesa de dança cross-female, Takarazuka Revue. Madonna transformou sua voz na de um diretor de circo, apresentando a chegada de três dançarinas de Striptease. Uma alteração de voz semelhante ao single foi usada na performance. A coreografia de dança girava em torno de três cadeiras. As strippers seduziam Madonna e as cantoras de apoio, esfregando-as, mantendo poses sexuais e dominando-as, antes que elas assumissem o controle novamente. A performance no show de 19 de novembro de 1993 no Sydney Cricket Ground foi gravada e lançada no VHS e Laserdisc em 26 de abril de 1994, como The Girlie Show: Live Down Under.
Brett Beemyn observou em seu livro Queer Studies, que Madonna estava expandindo as características butch e femmeretrato com o desempenho. Ele acrescentou que, por um simples olhar, a performance pode parecer uma "provocação típica" da cantora, mas subjacente a uma "perspectiva queer mais complexa". Os papéis de butch são desempenhados por mulheres brancas e afro-americanas, enquanto os strippers foram desempenhados por mulheres asiáticas-americanas. Existem simulações de masturbação e penetração sexual na performance, enquanto as fêmeas de butch controlam os femmes. Beemyn concluiu dizendo que "o fato de Madonna ter escolhido mulheres asiáticas-americanas como os femmes reforça estereótipos de mulheres asiáticas como a 'outra' passiva, exótica e feminino. Também zomba do fato de as mulheres asiáticas terem sido exploradas como 'garotas de conforto' para os militares americanos, portanto, Madonna fez uma declaração contra o chauvinismo masculino, de maneira estranha". Para Gerry Bloustien, autor de Girl Making, as performances de "Bye Bye Baby" e "Like a Virgin" na turnê enfatizaram o "desfoque de gênero e representação".

## Lista de faixas e formatos
| Single de 7" americano e alemão |                                   |         |  |
| N.º                             | Título                            | Duração |  |
| 1.                              | "Bye Bye Baby" (versão do álbum)  | 3:56    |  |
| 2.                              | "Bye Bye Baby" (N.Y. Hip Hop Mix) | 3:51    |  |

| Single de 7" alemão |                                              |         |  |
| N.º                 | Título                                       | Duração |  |
| 1.                  | "Bye Bye Baby" (N.Y. Hip Hop Mix)            | 3:51    |  |
| 2.                  | "Bye Bye Baby" (Madonna's Night On The Club) | 5:16    |  |
| 3.                  | "Bye Bye Baby" (Tallahassee Pop)             | 3:48    |  |
| 4.                  | "Bye Bye Baby" (Rick Does Madonna's Dub)     | 6:20    |  |

| Single de 7" japonês |                                  |         |  |
| N.º                  | Título                           | Duração |  |
| 1.                   | "Bye Bye Baby" (versão do álbum) | 3:56    |  |
| 2.                   | "Rain" (radio mix)               | 4:33    |  |

| Maxi single |                                              |         |  |
| N.º         | Título                                       | Duração |  |
| 1.          | "Bye Bye Baby" (versão do álbum)             | 3:56    |  |
| 2.          | "Bye Bye Baby" (N.Y. Hip Hop Mix)            | 3:51    |  |
| 3.          | "Bye Bye Baby" (California Hip Hop Jazzy)    | 3:43    |  |
| 4.          | "Bye Bye Baby" (Madonna's Night On The Club) | 5:16    |  |
| 5.          | "Bye Bye Baby" (Rick Does Madonna's Dub)     | 6:20    |  |
| 6.          | "Bye Bye Baby" (House Mix)                   | 3:50    |  |
| 7.          | "Bye Bye Baby" (Madonna Gets Hardcore)       | 4:24    |  |

## Créditos
Lista-se abaixo os profissionais envolvidos na elaboração de "Bye Bye Baby", de acordo com encarte do álbum Erotica:
Gravação e gestão
- Gravada nos estúdios Sound Works Studios, Astoria, Queens, Nova Iorque
- Warner Bros. Music Corporation / Bleu Disque Music Company, Webo Girl Publishing, Inc. (ASCAP); administração feita pela Warner Bros. Music Corporation, Shep Songs e MCA Music Publishing (ASCAP)

| Equipe - Madonna: vocalista principal, composição, produção - Shep Pettibone: composição, produção, sequenciamento, teclados, programação - Anthony Shimkin: composição, sequenciamento, teclados, programação - Dennis Mitchell: engenharia de gravação - Robin Hancock: engenharia de gravação | - George Karras: engenharia de mixagem - Ted Jensen: masterização nos estúdios Sterling Sound Studios, Nova Iorque - Mark Goodman: assistência de engenharia - Donna DeLory: vocalista de apoio - Niki Haris: vocalista de apoio |

## Desempenho comercial
"Bye Bye Baby" recebeu lançamento limitado, sendo lançado oficialmente na Australásia, Alemanha e Japão. No entanto, alcançou o número sete na tabela italiana, apesar de não ter sido oficialmente lançado como single naquele país. Tornou-se o quinto single do álbum Erotica a ficar entre os 10 primeiros lá. Em 25 de novembro de 1993, "Bye Bye Baby" estreou no número 39 na tabela da Swiss Hitparade e, após três semanas, chegou ao pico do número 28, antes de sair da tabela. Em 5 de dezembro de 1993, a música estreou no ARIA Charts no número 31. Na semana seguinte, alcançou o número 15 na tabela. Em 6 de fevereiro de 1994, após oito semanas, caiu fora da tabela. "Bye Bye Baby" entrou na Recorded Music NZ no número 49 na semana de 25 de novembro de 1993, mas caiu na semana seguinte. Ele entrou novamente na semana da tabela em 23 de janeiro de 1994, chegando finalmente ao número 43.

### Tabelas semanais
| Tabela musical (1993-94)          | Melhor posição |
| --------------------------------- | -------------- |
| Austrália (ARIA Charts)           | 15             |
| Itália (Music & Media)            | 7              |
| Nova Zelândia (Recorded Music NZ) | 43             |
| Suíça (Schweizer Hitparade)       | 28             |